# Sportfreunde Lotte
VfL Sportfreunde Lotte is een Duitse sportvereniging uit Lotte, die uitkomt in de Regionalliga West en werd opgericht in 1929. De voetbalafdeling is het meest succesvol. De voetbalclub speelt zijn thuiswedstrijden in het FRIMO Stadion.
In het seizoen 2012/13 werd de club kampioen van de Regionalliga West en verzekerde daarmee deelname aan de play-offs voor promotie naar de 3. Liga. De club moest daarin aantreden tegen RB Leipzig, de kampioen van de Regionalliga Nordost.
De uitwedstrijd ging met 2-0 verloren. In de thuiswedstrijd was de stand na 90 minuten 2-0 voor Sportfreunde Lotte, maar in de noodzakelijk geworden verlenging wist RB Leipzig 2 keer te scoren waardoor de eindstand op 2-2 bepaald werd en de Sportvrienden de kans op promotie aan zich voorbij zagen gaan. Maar in het seizoen 2015/2016 was het dan toch raak door een overwinning in de play-offs op SV Waldhof Mannheim en promoveerde de club naar de 3. Liga. In 2019 degradeerde de club weer naar de Regionalliga West.

## Eindklasseringen vanaf 1989
| Seizoen | Competitie                       | Niveau | Eindstand | DFB Pokal   | Opmerking                                                                              |
| ------- | -------------------------------- | ------ | --------- | ----------- | -------------------------------------------------------------------------------------- |
| 1988/89 | Bezirksliga Westfalen Staffel 10 | VI     | 1         | --          |                                                                                        |
| 1989/90 | Landesliga Westfalen Staffel 4   | V      | 10        | --          |                                                                                        |
| 1990/91 | Landesliga Westfalen Staffel 4   | V      | 4         | --          |                                                                                        |
| 1991/92 | Landesliga Westfalen Staffel 4   | V      | 2         | --          |                                                                                        |
| 1992/93 | Landesliga Westfalen Staffel 4   | V      | 2         | --          |                                                                                        |
| 1993/94 | Landesliga Westfalen Staffel 4   | V      | 4         | --          |                                                                                        |
| 1994/95 | Landesliga Westfalen Staffel 4   | VI     | 2         | --          | invoering Regionalliga                                                                 |
| 1995/96 | Landesliga Westfalen Staffel 4   | VI     | 1         | --          |                                                                                        |
| 1996/97 | Verbandsliga Westfalen Nordost   | V      | 6         | --          |                                                                                        |
| 1997/98 | Verbandsliga Westfalen Nordost   | V      | 3         | --          |                                                                                        |
| 1998/99 | Verbandsliga Westfalen Nordost   | V      | 5         | --          |                                                                                        |
| 1999/00 | Verbandsliga Westfalen Nordost   | V      | 4         | --          |                                                                                        |
| 2000/01 | Verbandsliga Westfalen Nordost   | V      | 8         | --          |                                                                                        |
| 2001/02 | Verbandsliga Westfalen Nordost   | V      | 5         | --          |                                                                                        |
| 2002/03 | Verbandsliga Westfalen Nordost   | V      | 5         | --          |                                                                                        |
| 2003/04 | Verbandsliga Westfalen Nordost   | V      | 1         | --          |                                                                                        |
| 2004/05 | Oberliga Westfalen               | IV     | 8         | --          |                                                                                        |
| 2005/06 | Oberliga Westfalen               | IV     | 5         | --          |                                                                                        |
| 2006/07 | Oberliga Westfalen               | IV     | 8         | --          |                                                                                        |
| 2007/08 | Oberliga Westfalen               | IV     | 4         | --          |                                                                                        |
| 2008/09 | Regionalliga West                | IV     | 10        | --          | finalist Westfalenpokal > SC Preußen Münster: 1-3 n.v.; invoering 3. Liga              |
| 2009/10 | Regionalliga West                | IV     | 2         | 1e ronde    | < VfL Bochum: 0-1                                                                      |
| 2010/11 | Regionalliga West                | IV     | 3         | --          |                                                                                        |
| 2011/12 | Regionalliga West                | IV     | 2         | --          |                                                                                        |
| 2012/13 | Regionalliga West                | IV     | 1         | --          | promotie play-off > RB Leipzig: 0-2 uit/2-2 n.v. thuis                                 |
| 2013/14 | Regionalliga West                | IV     | 2         | --          |                                                                                        |
| 2014/15 | Regionalliga West                | IV     | 6         | --          | Winnaar Westfalenpokal > SC Verl: 0-0 (4-3 n.s.)                                       |
| 2015/16 | Regionalliga West                | IV     | 1         | 1e ronde    | < Bayer 04 Leverkusen: 0-3; promotie play-off > SV Waldhof Mannheim: 0-0 thuis/2-0 uit |
| 2016/17 | 3. Liga                          | III    | 12        | kwartfinale | < Borussia Dortmund: 0-3 thuis; finalist Westfalenpokal > SC Paderborn 07: 1-3         |
| 2017/18 | 3. Liga                          | III    | 16        | --          |                                                                                        |
| 2018/19 | 3. Liga                          | III    | 18        | --          |                                                                                        |
| 2019/20 | Regionalliga West                | IV     | 7         | --          | competitie afgebroken i.v.m. coronapandemie                                            |
| 2020/21 | Regionalliga West                | IV     | 15        | --          | finalist Westfalenpokal > SC Preußen Münster: 0-1                                      |
| 2021/22 | Regionalliga West                | IV     | 18        | 1e ronde    | < Karlsruher SC: 1-4                                                                   |
| 2022/23 | Oberliga Westfalen               | V      | 4         | --          |                                                                                        |
| 2023/24 | Oberliga Westfalen               | V      | 1         | --          |                                                                                        |
| 2024/25 | Regionalliga West                | IV     | 3         | 1e ronde    | < Karlsruher SC: 0-5; finalist Westfalenpokal > DSC Arminia Bielefeld: 0-2             |
| 2025/26 | Regionalliga West                | IV     | .         | 1e ronde    | < SC Freiburg; 0-2                                                                     |